# Băile Herculane
Băile Herculane (Latijn: Aqua Herculis, Duits: Herkulesbad, Hongaars: Herkulesfürdő) is een stad (oraș) in het Roemeense district Caraș-Severin. De stad telt 5008 inwoners (2011) en ligt in het dal van de Cerna in het uiterste zuidoosten van het Banaat en nog net in de Zuidelijke Karpaten. Het is een van de bekendste kuuroorden van Roemenië.

## Geschiedenis
De warmwaterbronnen in het dal van de Cerna waren bij de Romeinen al bekend: zij noemden ze aquae Herculis en de plaats Ad aquas Herculis sacras ad Mediam. Nadat Oostenrijk het Banaat op de Turken had veroverd, werden de Romeinse baden in 1736 onder gouverneur Johann Andreas Hamilton gerestaureerd. De nederzetting heette aanvankelijk Bad Mehadia (Roemeens: Băile Mehadia), naar het nabijgelegen stadje Mehadia (< Latijn: Ad Mediam). In 1817 kreeg het de naam Herkulesbad. 

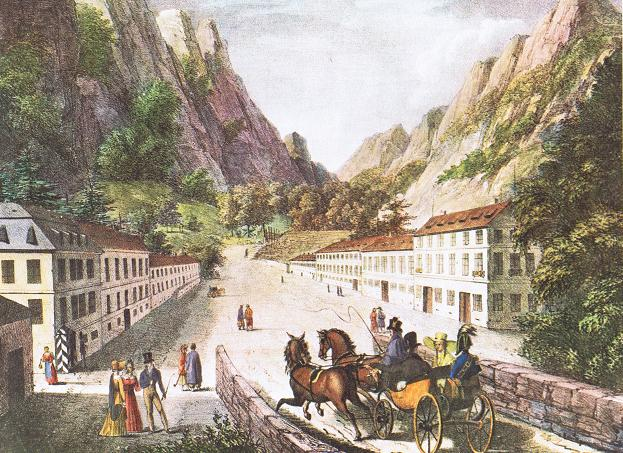
Herkulesbad in 1824

Het stond tot 1873 als onderdeel van de Militärgrenze onder militair bestuur en werd vooral door officieren bezocht. In de 19de eeuw kreeg het Habsburgse kuuroord internationale allure. Keizerin Elisabeth kuurde er in 1887. De kuurgebouwen van Carl Wilhelm Christian von Doderer waren toen juist voltooid. In 1896 verbleven er drie staatshoofden, ter gelegenheid van de opening van het kanaal door de nabijgelegen IJzeren Poort: Frans Jozef I, die er vaak kwam, de Roemeense koning Carol I en de Servische koning Alexander. Het kuuroord viel inmiddels als Herkulesfürdő onder de Hongaarse helft van de Dubbelmonarchie.
Ook in socialistisch Roemenië was Băile Herculane een prominent kuuroord, waar in de jaren zeventig grootschalige nieuwbouw plaatsvond, op enige afstand van het oude gedeelte.

## Bevolking
In 1972 werd Băile Herculane uitgebreid met het dorp Pecinișca: het eigenlijke Băile Herculane en Pecinișca telden in 2002 5396 respectievelijk 623 inwoners, voor het overgrote deel Roemenen: geen enkele minderheid heeft een omvang van meer dan 1% van de bevolking.
Een eeuw geleden lagen de verhoudingen anders: Pecinișca was toen iets groter dan tegenwoordig en ook groter dan Băile Herculane (toen nog: Herkulesfürdő), dat 517 inwoners telde: 38,7% Hongaren, 32,5% Roemenen en 22,4% Duitsers. Pecinișca had ook toen vooral Roemeense inwoners: 91,5%.

## Verkeer
Băile Herculane ligt aan de DN67D, die via het dal van de Cerna naar Târgu Jiu loopt. Stroomafwaarts komt deze weg even buiten Băile Herculane uit op de nationale weg DN6, tevens de E70, die Boekarest met Timișoara verbindt.
Parallel aan deze weg, die de Timiș-Cerna-corridor volgt, loopt de spoorlijn tussen Caransebeș en Orșova, waaraan Băile Herculane sinds de aanleg in 1878 een station heeft. Ook dit spoortraject maakt deel uit van een internationale verbinding.
Het dichtstbijzijnde vliegveld is dat van Caransebeș, zo'n 70 km naar het noorden.

## Bezienswaardigheden

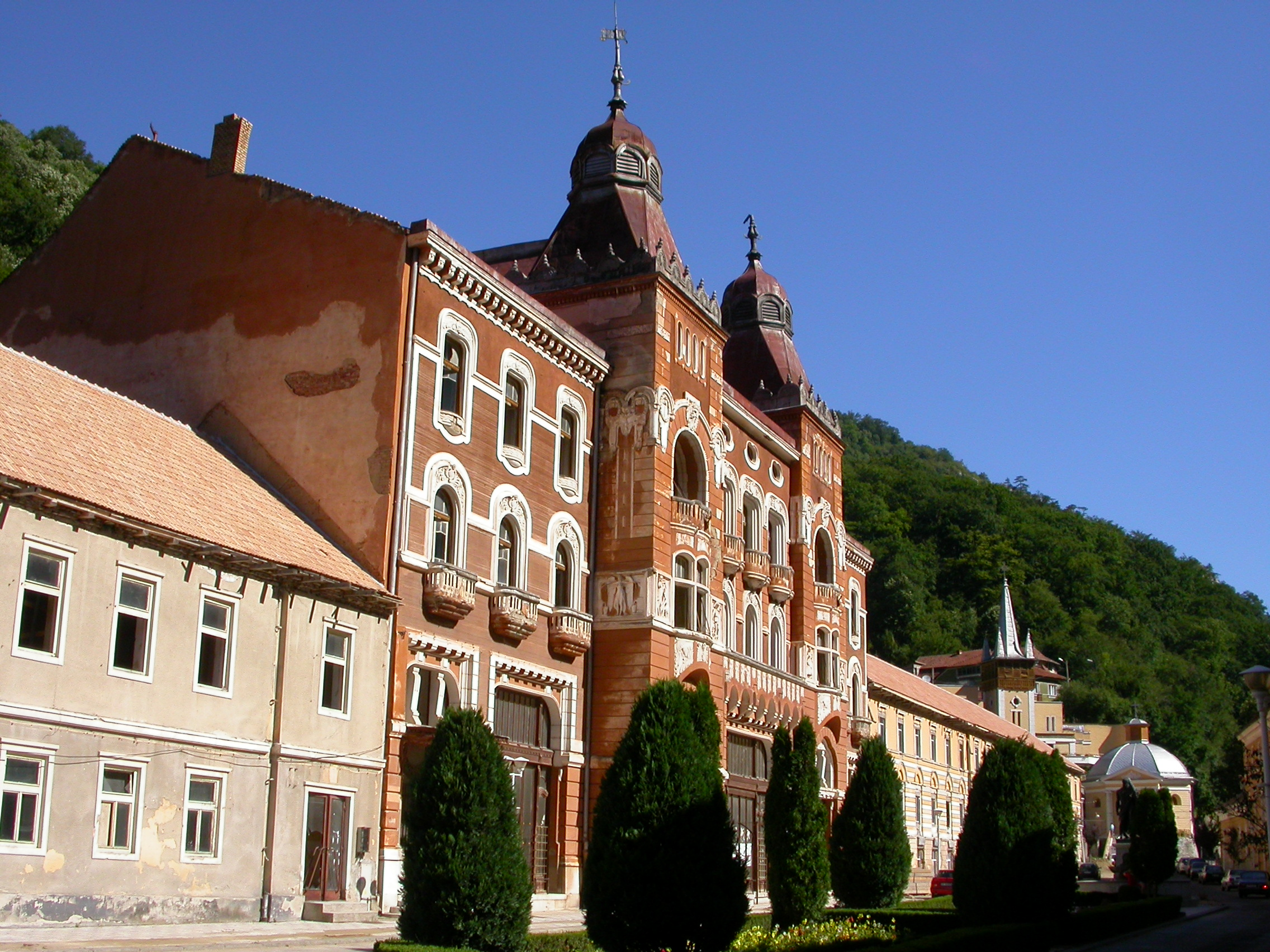
Paviljoen 6
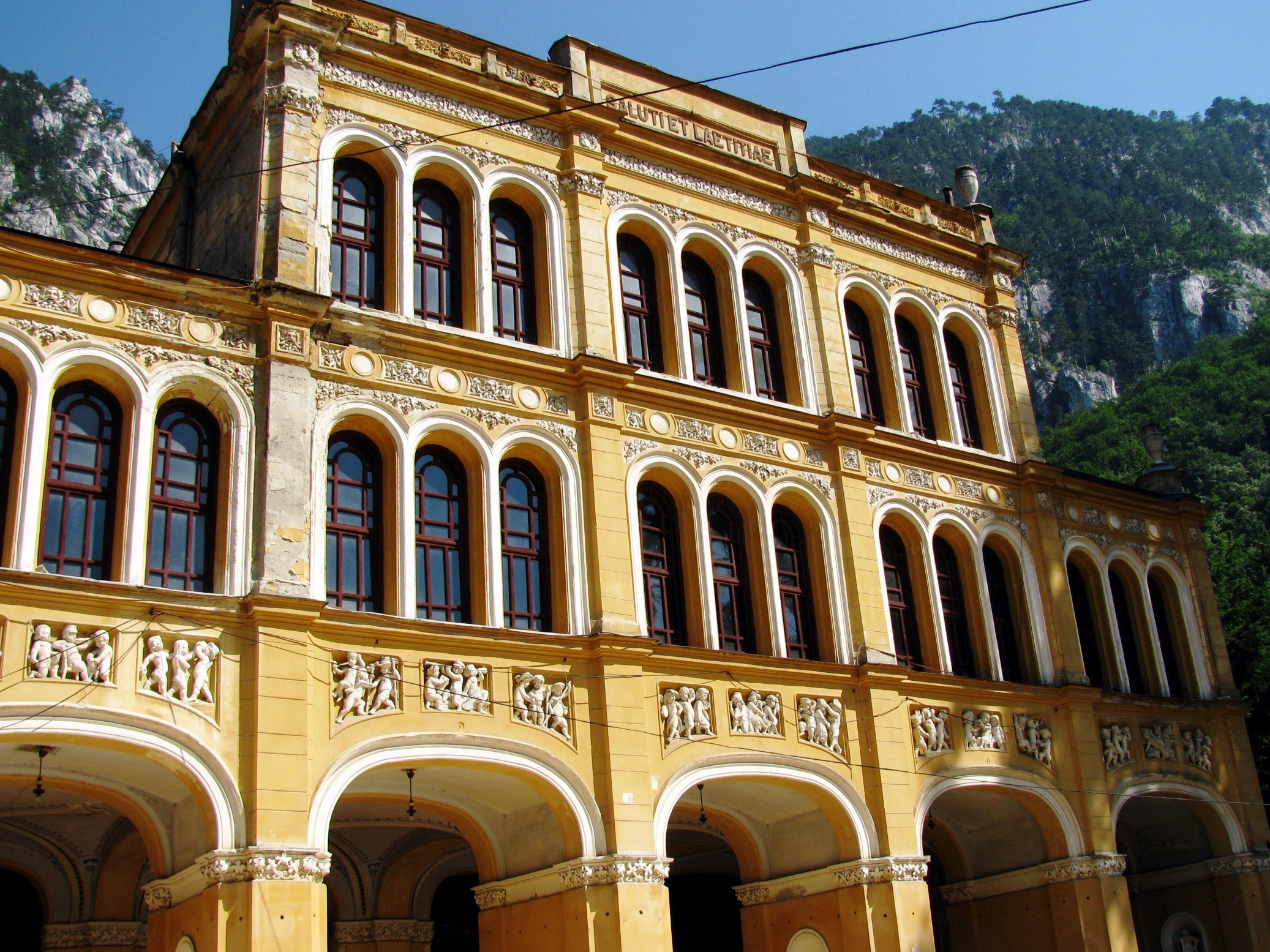
Het Casino van Băile Herculane
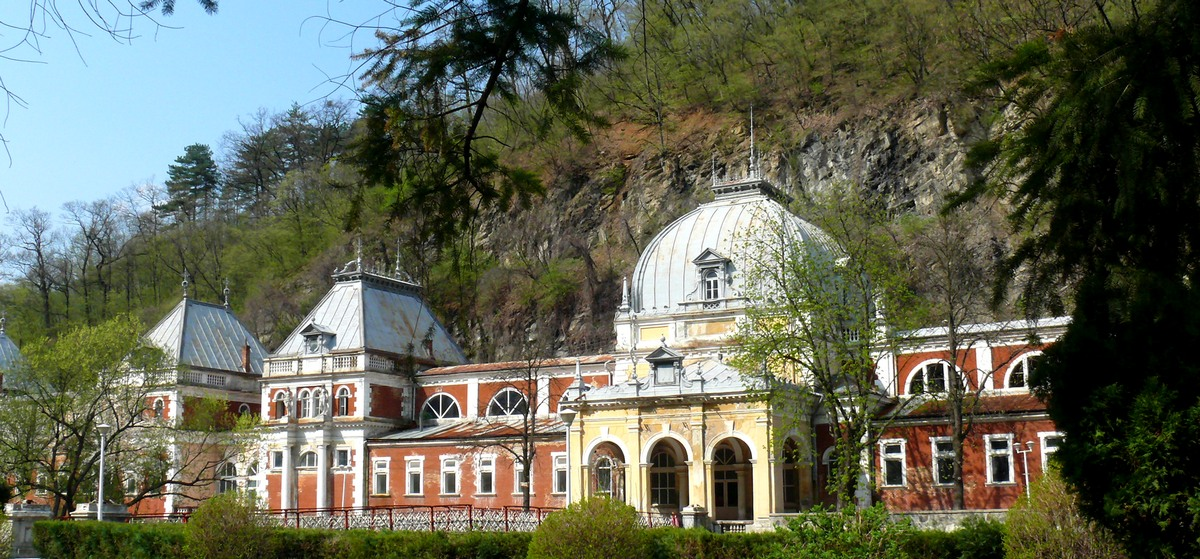
Het Neptunusbad (Băile Herculane)